# Chlorocnemis contraria
Chlorocnemis contraria är en trollsländeart som beskrevs av Schmidt 1951. Chlorocnemis contraria ingår i släktet Chlorocnemis och familjen Protoneuridae. IUCN kategoriserar arten globalt som livskraftig. Inga underarter finns listade i Catalogue of Life.